# Laura, una vida extraordinaria
Laura, una vida extraordinaria est une telenovela colombienne diffusée entre le 29 juillet et le 1er septembre 2015 sur Caracol Televisión.

## Synopsis
C’est l’histoire de Laura Montoya à la fin du XIXe siècle, qui raconte ses débuts dans la ville de Jérico, son enfance et sa jeunesse. Elle a été détenue dans un centre religieux parce qu'elle n'a pas été acceptée par sa famille. Là, elle a appris à lire et à écrire et a suivi des cours de religion pour devenir éducatrice. Quelques années plus tard, elle a également été acceptée à l'université, mais a été méprisée par la discrimination et par la mauvaise réputation de sa vie enfantine. Finalement, après tant de hauts et de bas, elle a été reconnue comme la meilleure représentante missionnaire catholique fondatrice de la Congrégation des Missionnaires de Marie Immaculée et de Sainte Catherine de Sienne.

## Distribution
- Julieth Restrepo : Laura Montoya (jeune)
- Linda Lucía Callejas : Laura Montoya
- Adelaida Buscató : Clarissa Montoya (jeune)
- Marcela Carvajal : Clarissa Montoya
- Pilar Álvarez : Fabiola Upegui
- José Restrepo : Juan Antonio Montoya
- Elizabeth Minotta : Ana Lucía (jeune)
- Sandra Reyes : Ana Lucía
- Julio Sánchez Coccaro : Padre Ignacio
- Alberto León Jaramillo
- Lorena García : Victoria Peña
- Ana María Arango : "Consuelo De Upegui"
- Mabel Moreno
- Ana Harlen
- Jessica Barragan Zappala
- Jhon Mario Rivera : Jesús Antonio
- Carlos Manuel Vesga
- Rafael Bohórquez
- Ricardo Vesga
- Ana María Sánchez
- Ricardo Mejía : Adolfo Peña (jeune)
- Juan Carlos Messier : Adolfo Peña
- Víctor Hugo Morant : archevêque de Medellin
- Biassini Segura : Père Perdomo (jeune)
- Julio César Herrera : Père Perdomo
- Luis Miguel González
- Jhon Alomia : Jeremias
- Leonardo Acosta : Guillermo Martínez
- Juliana Velásquez : Marianita
- Francisco Bolívar : Efrain Robledo
- Oscar Salazar
- Naira Castillo
- Nelson Camayo : Carlitos Yaguaré
- Victoria Gongora
- Andrea Nieto
- Christophe De Geest
- Hernan Méndez
- Maria Cristina Galves
- Ana María Sánchez
- Diego Guarnizo : Tomás Carrasquilla / Saturnino
- Gilberto Ramírez
- Lucho Velazco
- Alberto Carreño
- Marcela Vargas
- Julio Correal
- David Noreña

## Diffusion
- Caracol Televisión (2015)